# Fenin
Fenin är en ort i kommunen Val-de-Ruz i kantonen Neuchâtel i Schweiz. Den ligger cirka 4 kilometer norr om Neuchâtel. Orten har cirka 335 invånare (2021).
Före den 1 januari 2013 tillhörde Fenin kommunen Fenin-Vilars-Saules.